# GZA

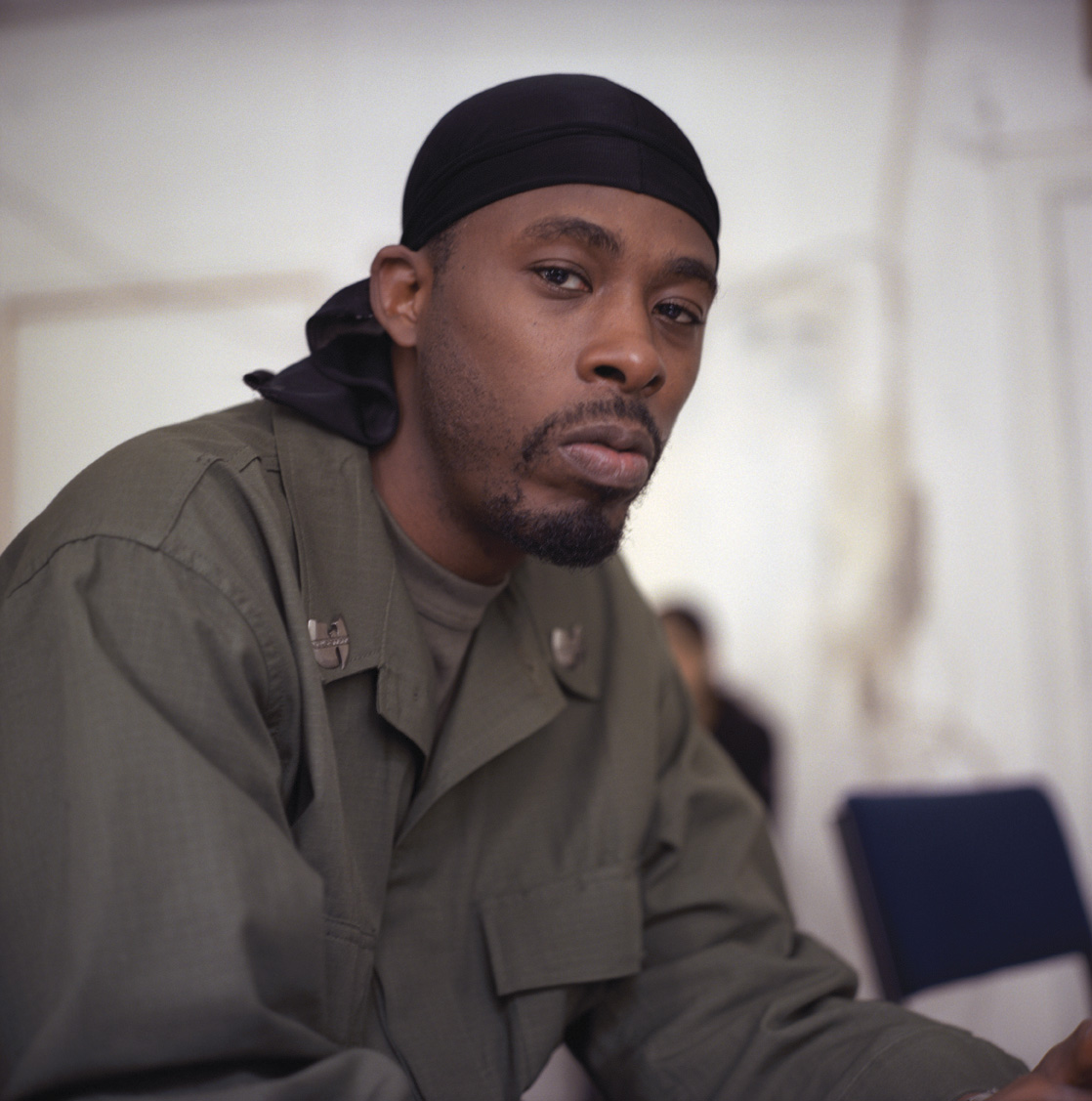
GZA i Tyskland, 2000.

Gary Grice, mer känd som GZA (IPA: /ˈdʒɪzə/) och The Genius, född 22 augusti 1966 i Brooklyn, New York, är en amerikansk rappare och medlem i hiphopgruppen Wu-Tang Clan. GZA har hamnat i skuggan av Method Mans och Ol' Dirty Bastards (också Wu-Tang Clan-medlemmar) kommersiella framgångar men har hyllas av många kritiker och hiphopälskare för sin teknik och sina texter. Hans mest hyllade album är Liquid Swords från 1995.

## Alias
- "Allah Justice"
- "The Genius"
- "Maximillion"

## Diskografi

### Studioalbum
- 1991 – Words From the Genius
- 1995 – Liquid Swords
- 1999 – Beneath the Surface
- 2002 – Legend of the Liquid Sword
- 2005 – GrandMasters (tillsammans med DJ Muggs)
- 2008 – Pro Tools

### Singlar och EP-skivor
- 1995 – Cold World
- 1995 – I Gotcha Back
- 1995 – Shadowboxin'
- 1999 – Breaker Breaker
- 1999 – Crash Your Crew
- 2002 – "Fame"
- 2002 – Knock Knock
- 2005 – General Principles (med DJ Muggs)